# Alpine (marka samochodów)
Alpine – francuski producent samochodów sportowych, z siedzibą w Dieppe, działający w latach 1955–1995 oraz ponownie od 2017 roku. Należy do francuskiego koncernu motoryzacyjnego Renault Group.

## Historia
Przedsiębiorstwo Alpine założył w 1955 roku jeden z francuskich dealerów Renault, Jean Rédélé. Początkowo wykonywał on hobbystycznie przeróbki aut tej marki. Jego konstrukcje były tak udane, że w połowie lat 50. wygrywał nimi słynne wyścigi, m.in. Mille Miglia. W odpowiedzi na duże zainteresowanie potencjalnych klientów konstruktor postanowił uruchomić małoseryjną produkcję swoich aut.
Po kilku latach działalności produkcja wyniosła 100 sztuk rocznie. Wraz z sukcesem słynnego A110 osiągnęła w latach 70. 500 sztuk, a firma Alpine z niezależnej wytwórni sportowych aut przekształciła się w oficjalnego producenta sportowych modeli Renault.

### Reaktywacja marki
Już w październiku 2007 roku ówczesny szef Renault zdradził w jednym z wywiadów, że francuska marka planuje powrócić na rynek lekkich samochodów sportowych sygnowanych logiem Alpine. Wstępnie do powrotu marki miało dojść po 2010 roku. Jednak w lutym 2009 roku Renault musiało zamrozić zaawansowane plany wskrzeszenia Alpine z powodu kryzysu finansowego. Kwestia powrotu Alpine na rynek powróciła do wiadomości publicznej w 2012 roku, kiedy to pojawiły się informacje, że trwają prace nad pierwszym prototypem nowożytnego auta sportowego tej firmy.
Oficjalna premiera pierwszego prototypu będącego bezpośrednim zwiastunem pierwszego, nowego produkcyjnego samochodu sportowego od Alpine miała miejsce w marcu 2016 roku na Geneva Motor Show. Pojazd otrzymał nazwę Alpine Vision i bezpośrednio nawiązywał swoim wyglądem do modelu Alpine A110 z lat 60. Wtedy też Carlos Ghosn, ówczesny prezes Renault-Nissan oficjalnie potwierdził, że Alpine wznowi sprzedaż w 2017 roku. Ostatecznie, oficjalna premiera pierwszego nowego modelu Alpine – A110 miała miejsce w marcu 2017 roku i ruszyła kilka miesięcy później.

## Modele samochodów

### Obecnie produkowane

#### Samochody elektryczne
- A290
- A390

#### Samochody sportowe
- A110

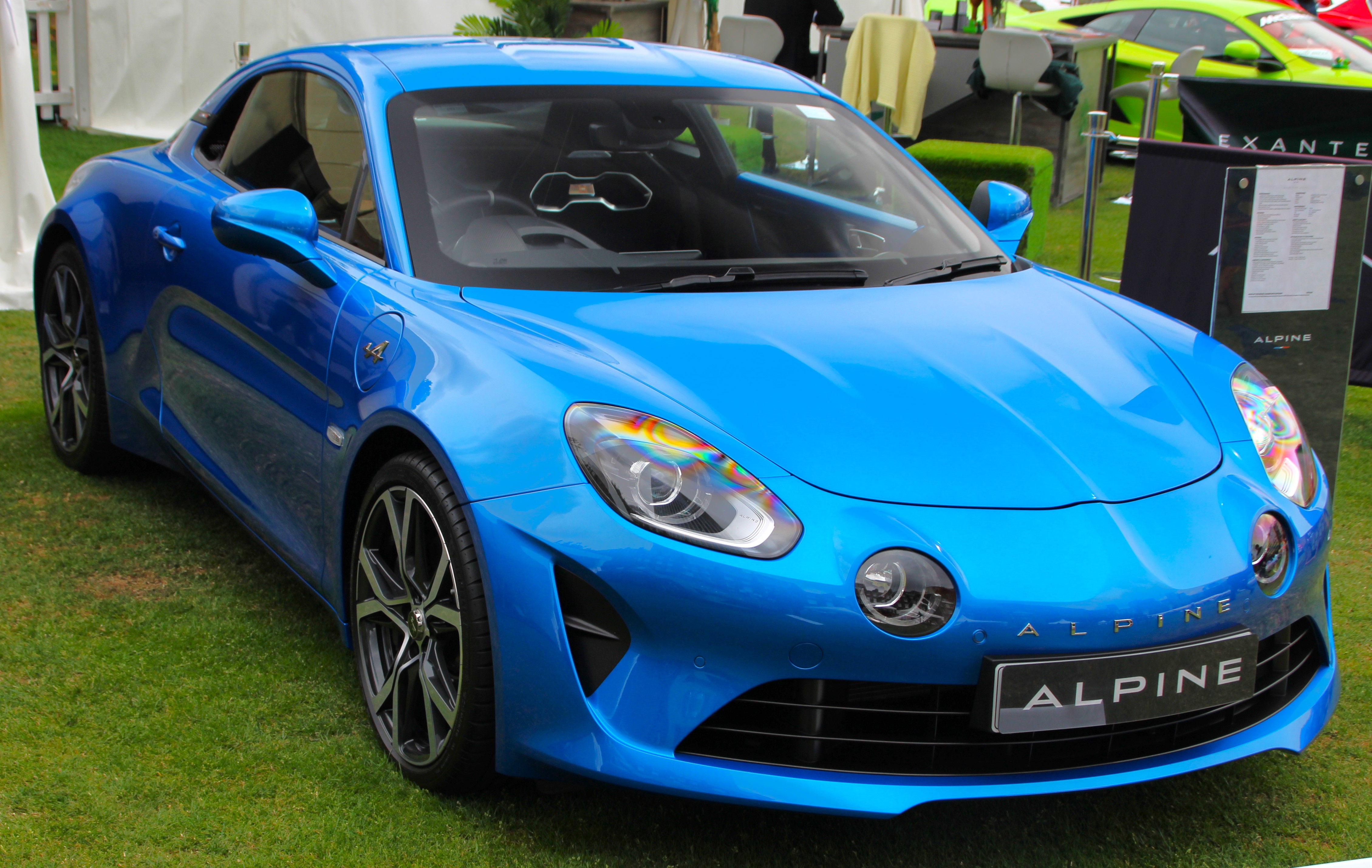
Alpine A110
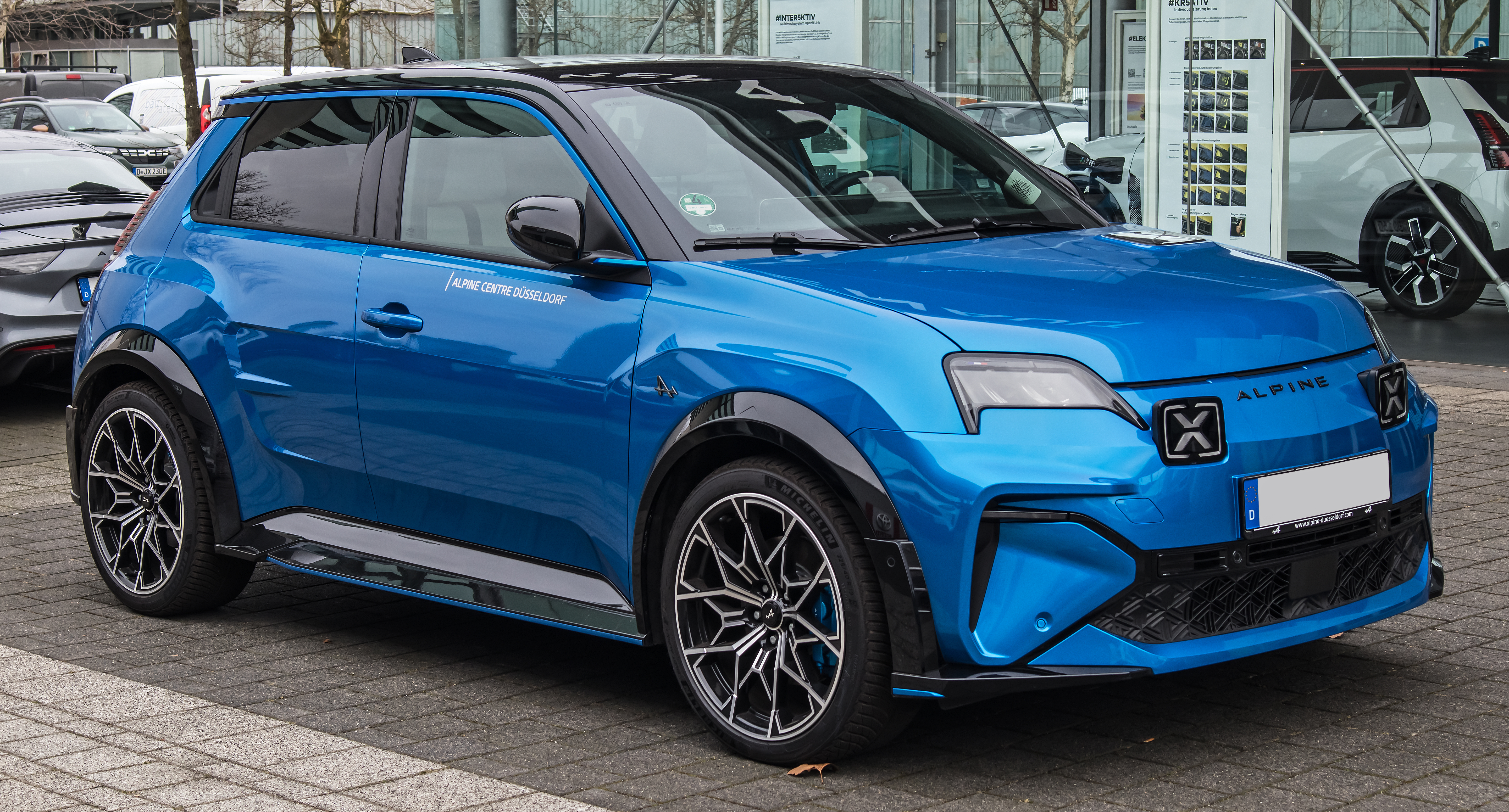
Alpine A290

### Historyczne
- A106 (1955-1961)
- A108 (1958-1965)
- A110 (1962-1977)
- GT4 (1963–1969)
- A310 (1971-1984)
- GTA (1984-1991)
- A610 (1991-1995)

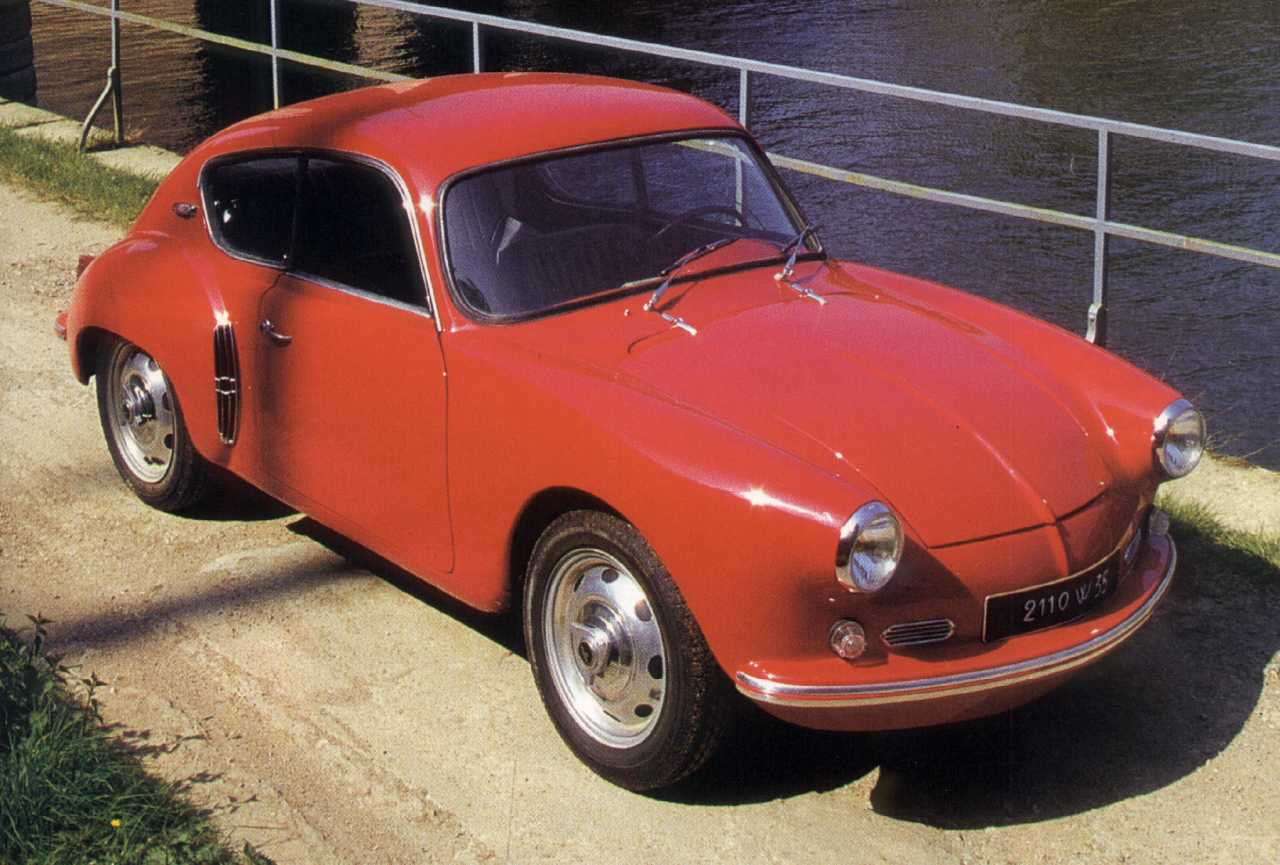
Alpine A106
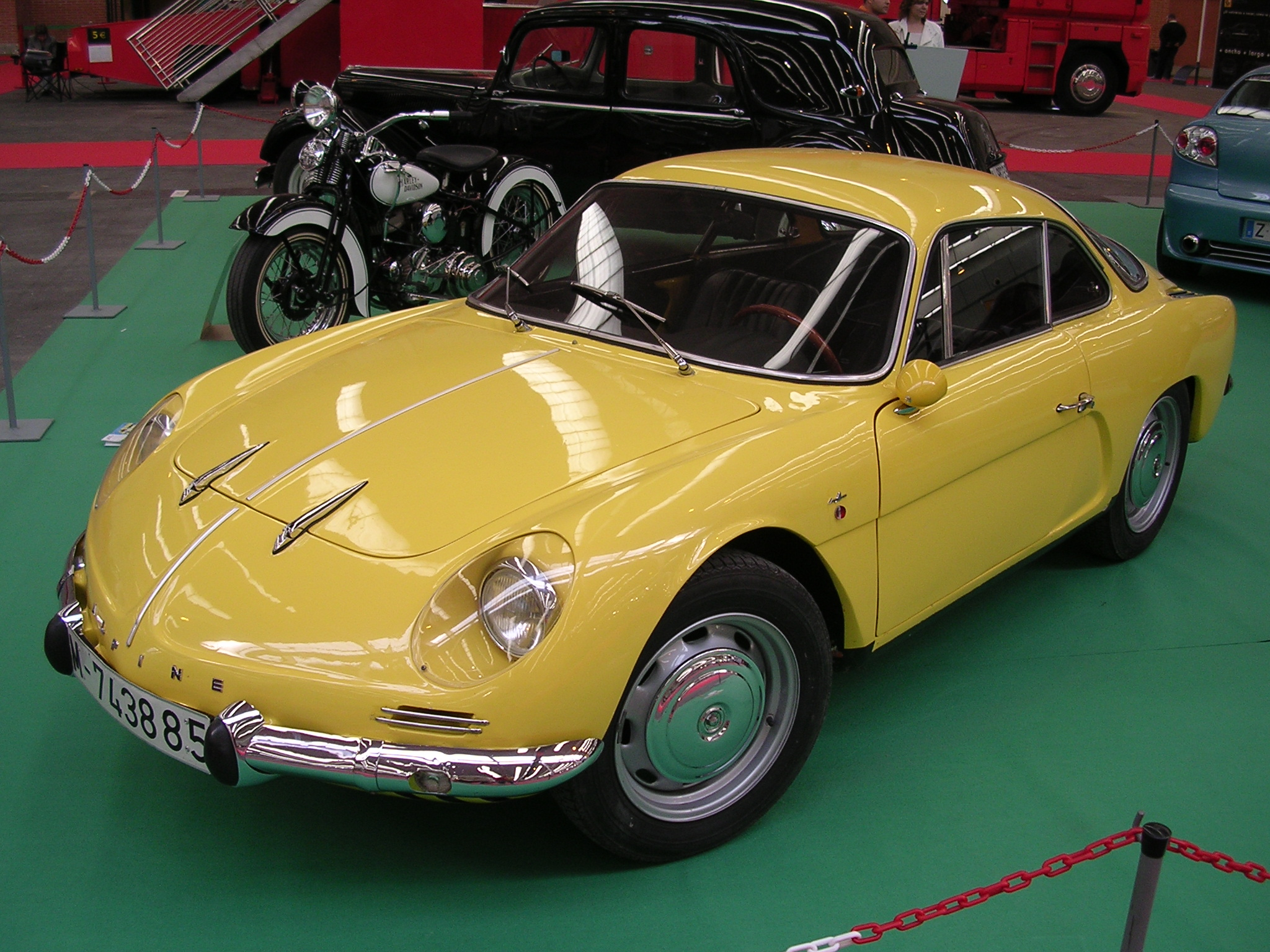
Alpine A108
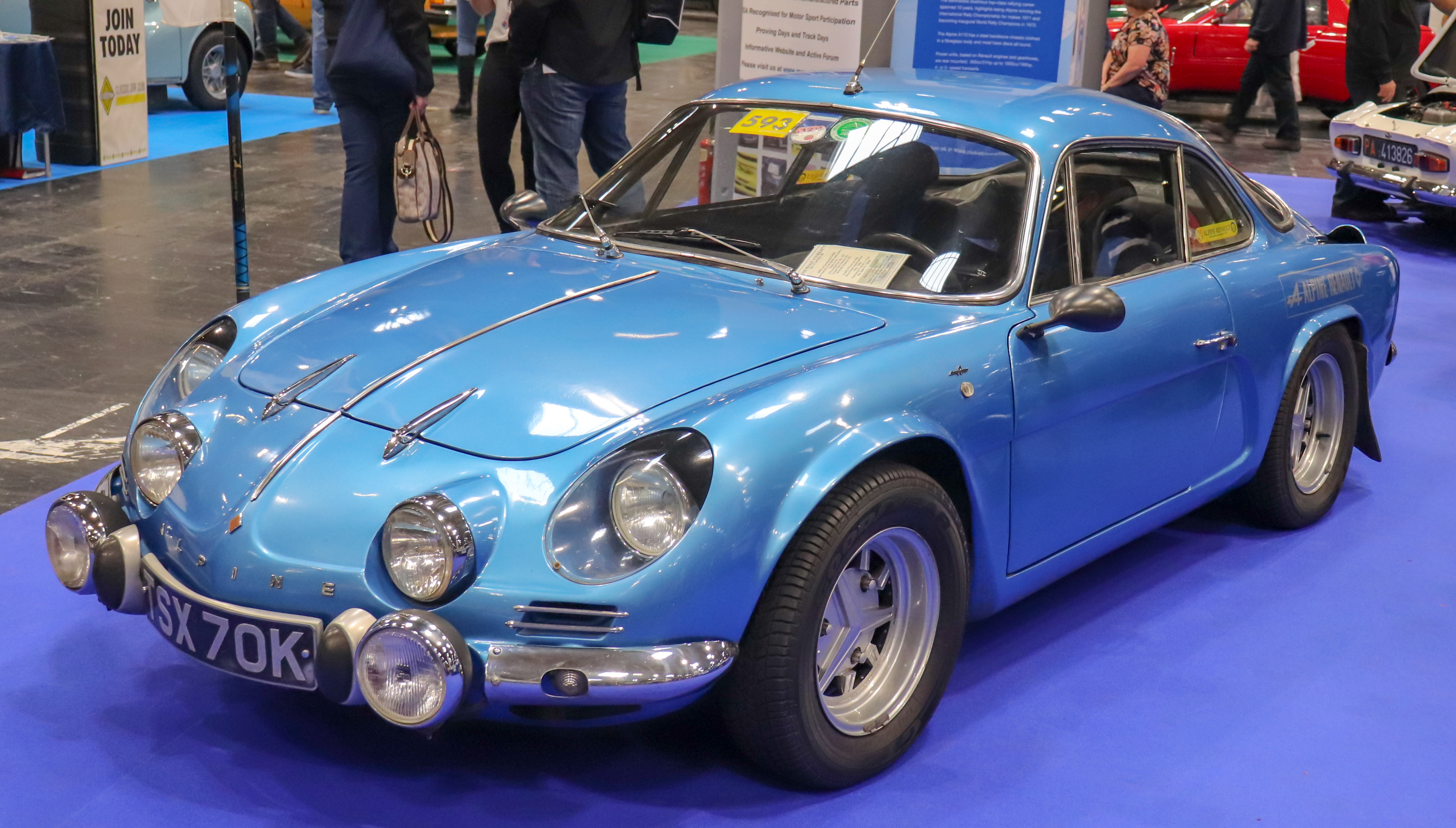
Alpine A110
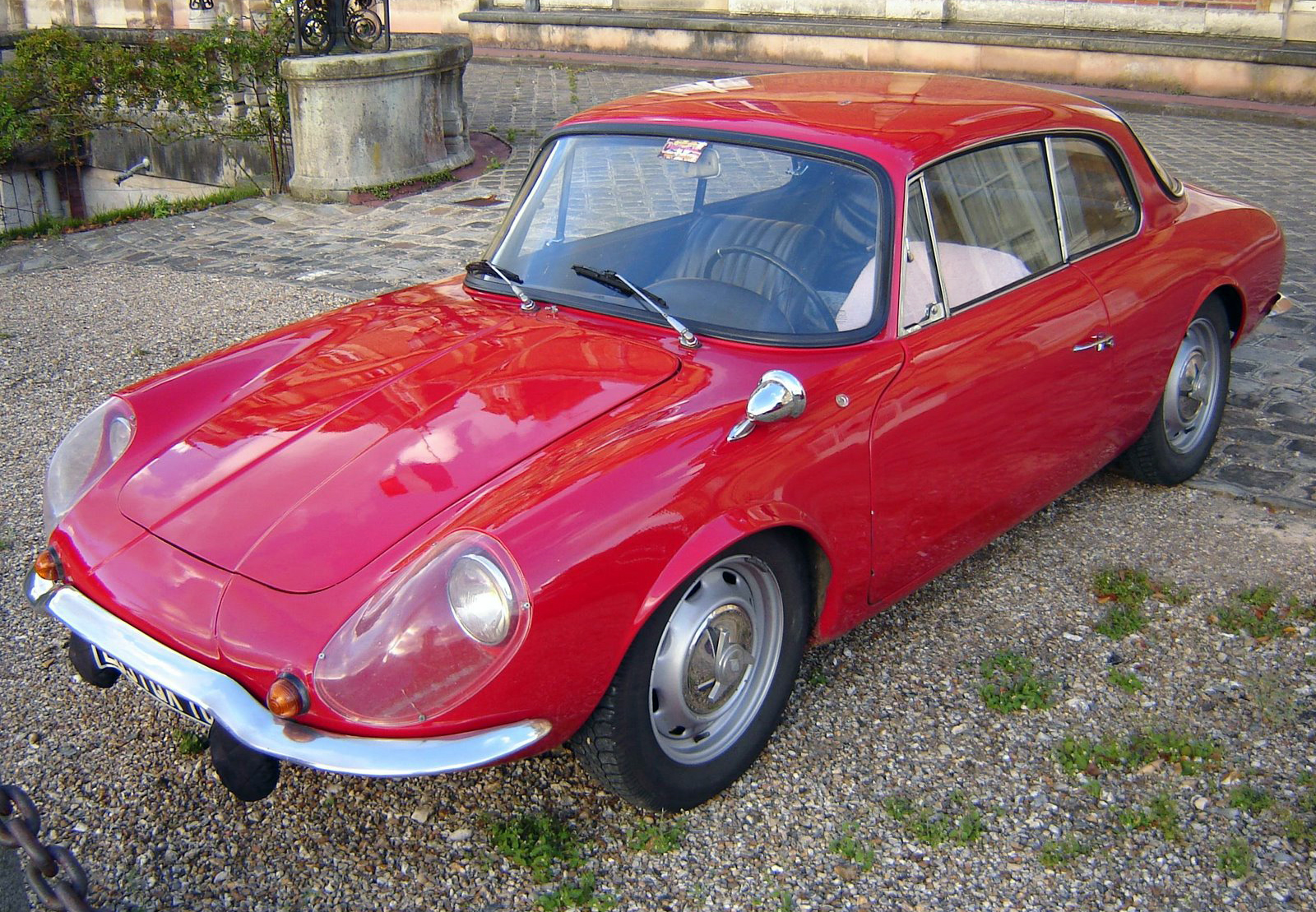
Alpine GT4
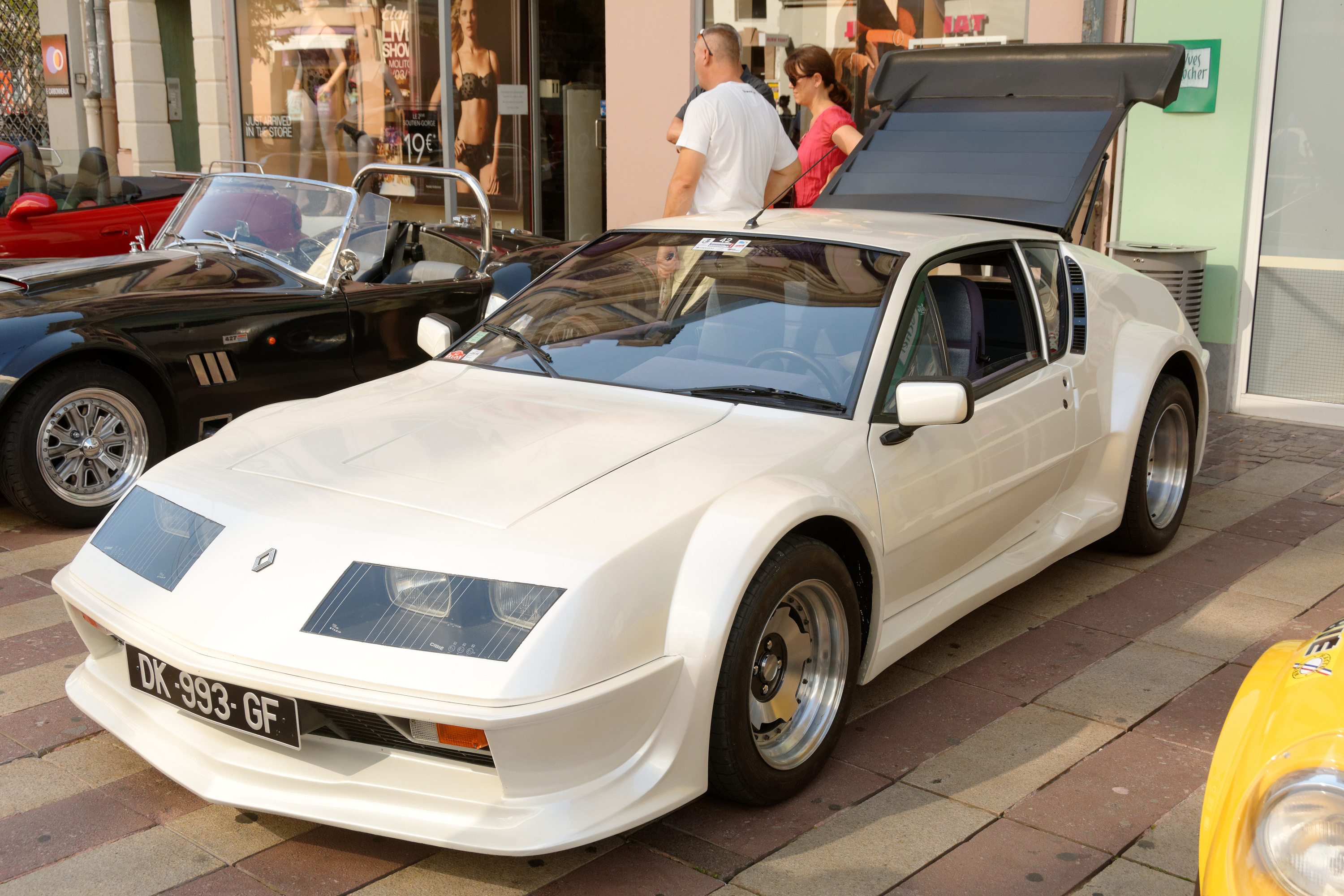
Alpine A310
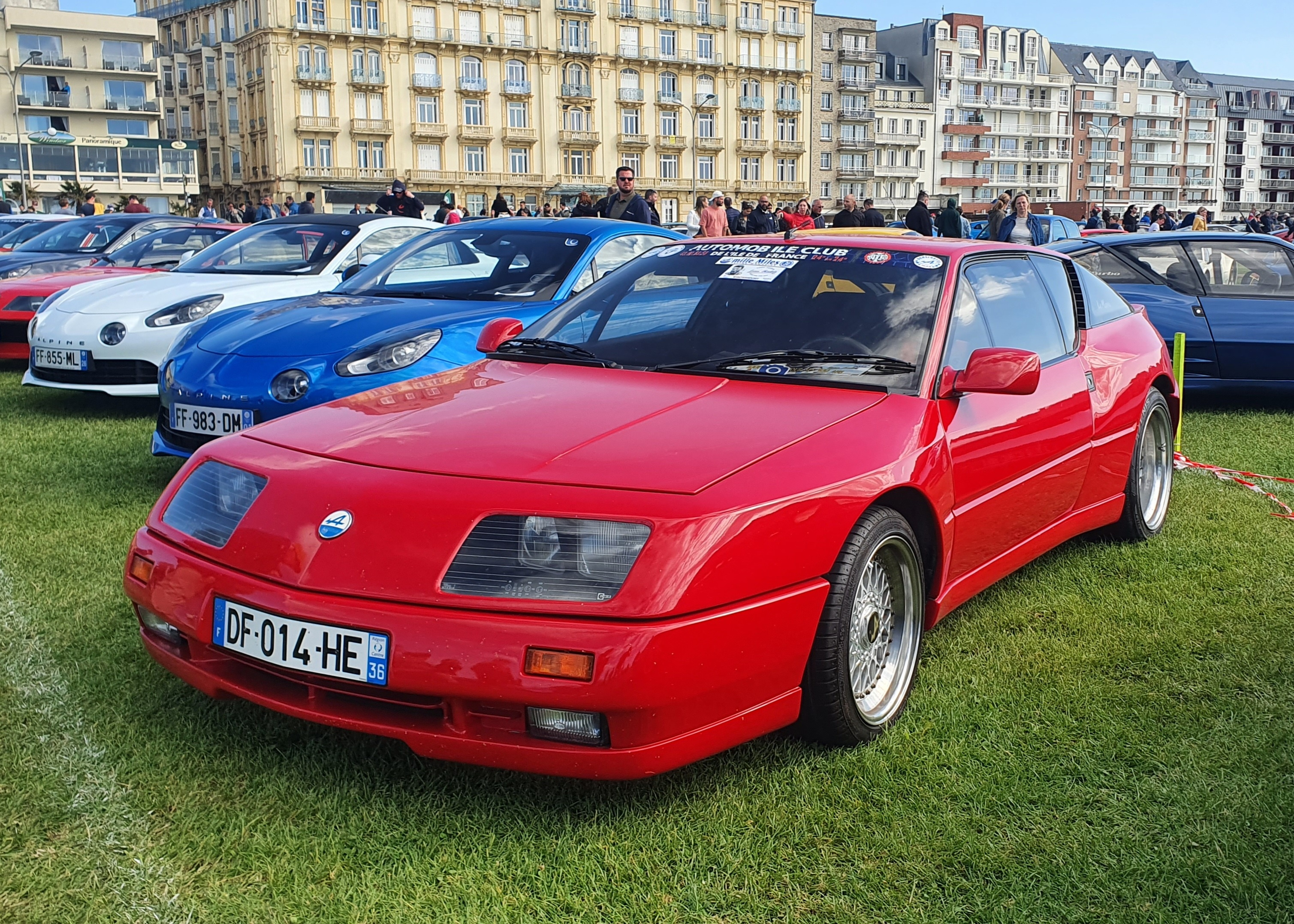
Alpine GTA
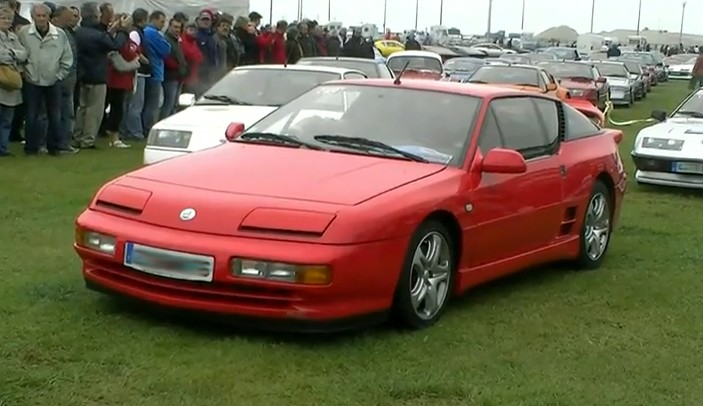
Alpine A610

### Koncepcyjne
- Renault Alpine Renaissance (2009)
- Renault Alpine A110-50 (2012)
- Alpine Vision (2016)
- Alpine A110 SportsX (2020)
- Alpine A110 E-ternité (2022)
- Alpine Alpenglow (2022)
- Alpine A290_β (2023)
- Alpine A390_β (2024)

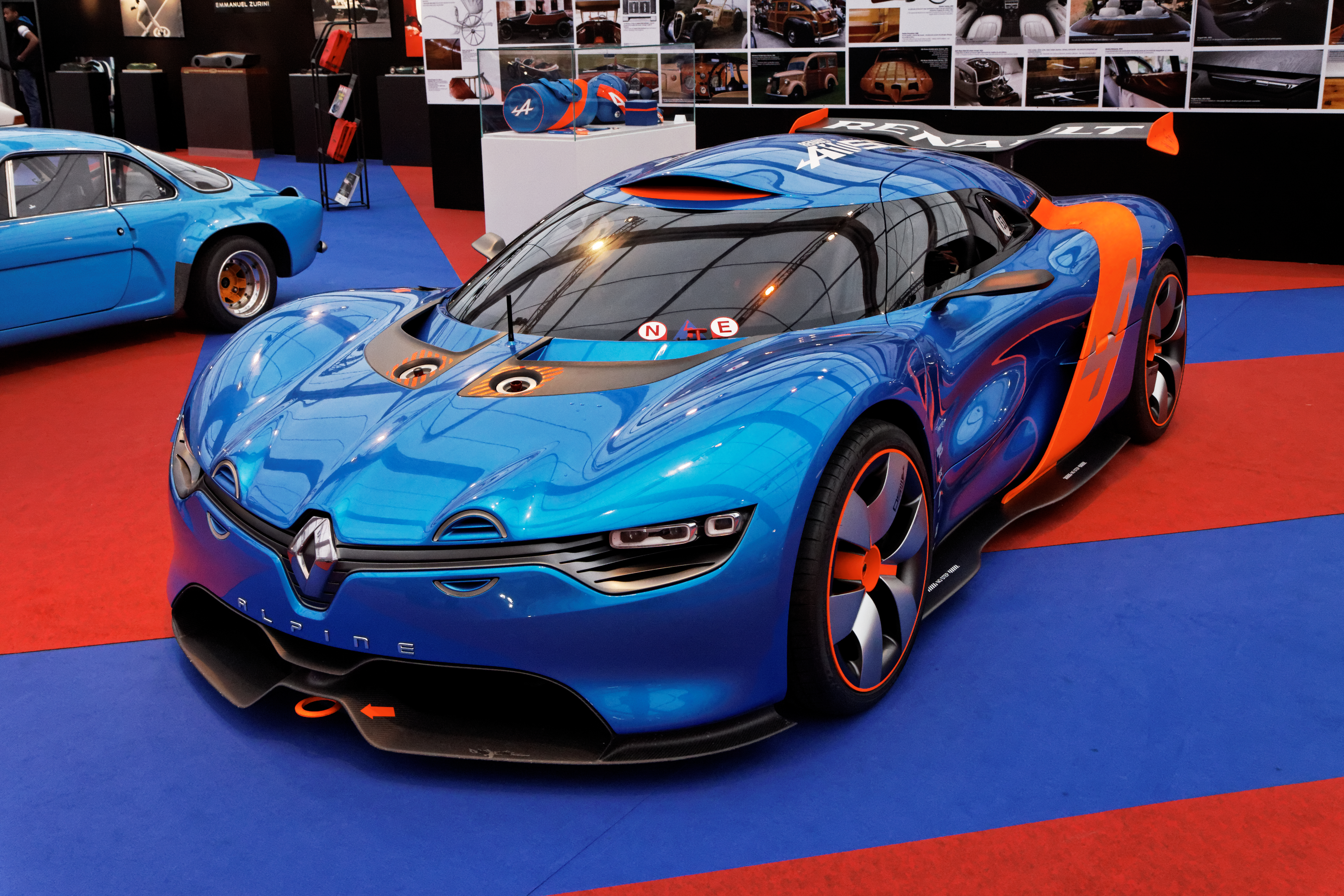
Renault Alpine A110-50
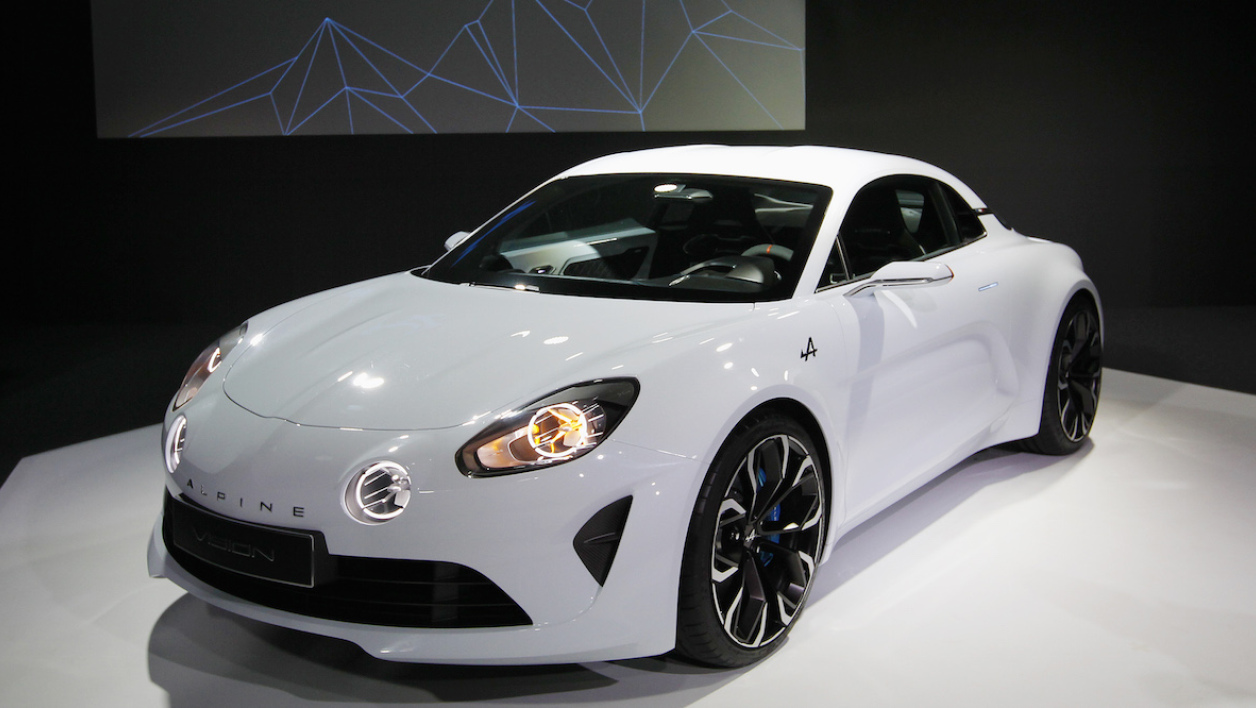
Alpine Vision
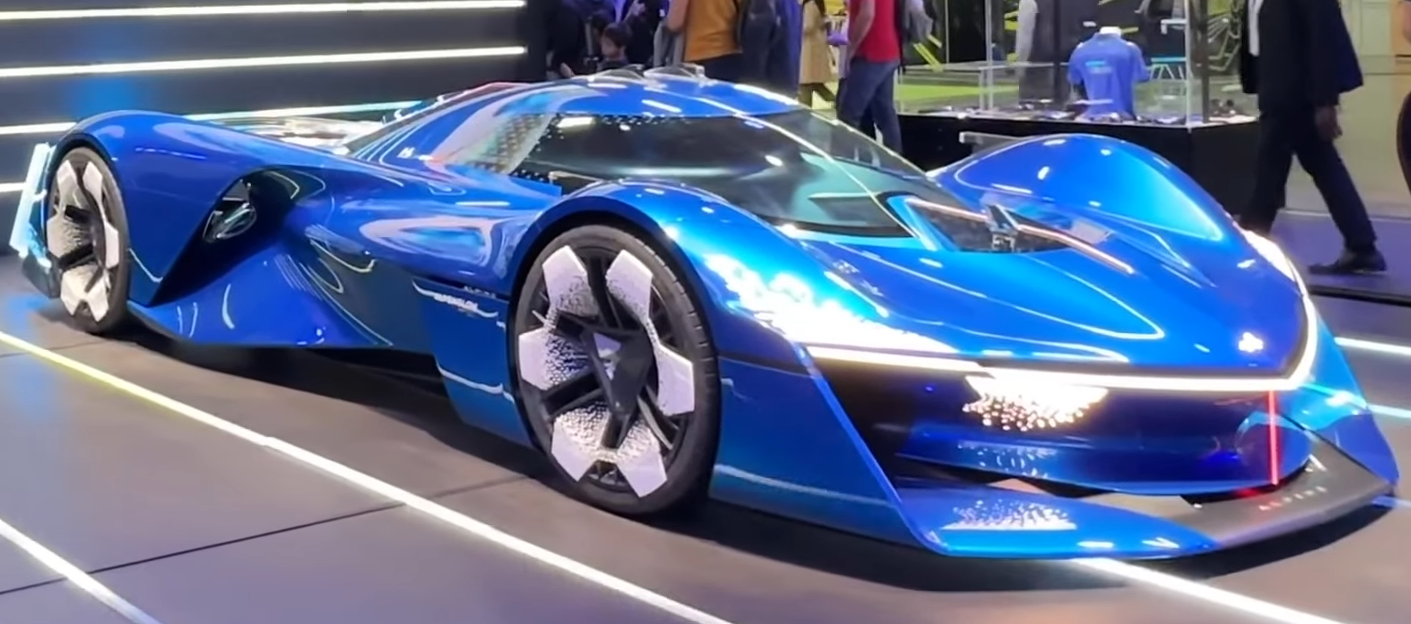
Alpine Alpenglow
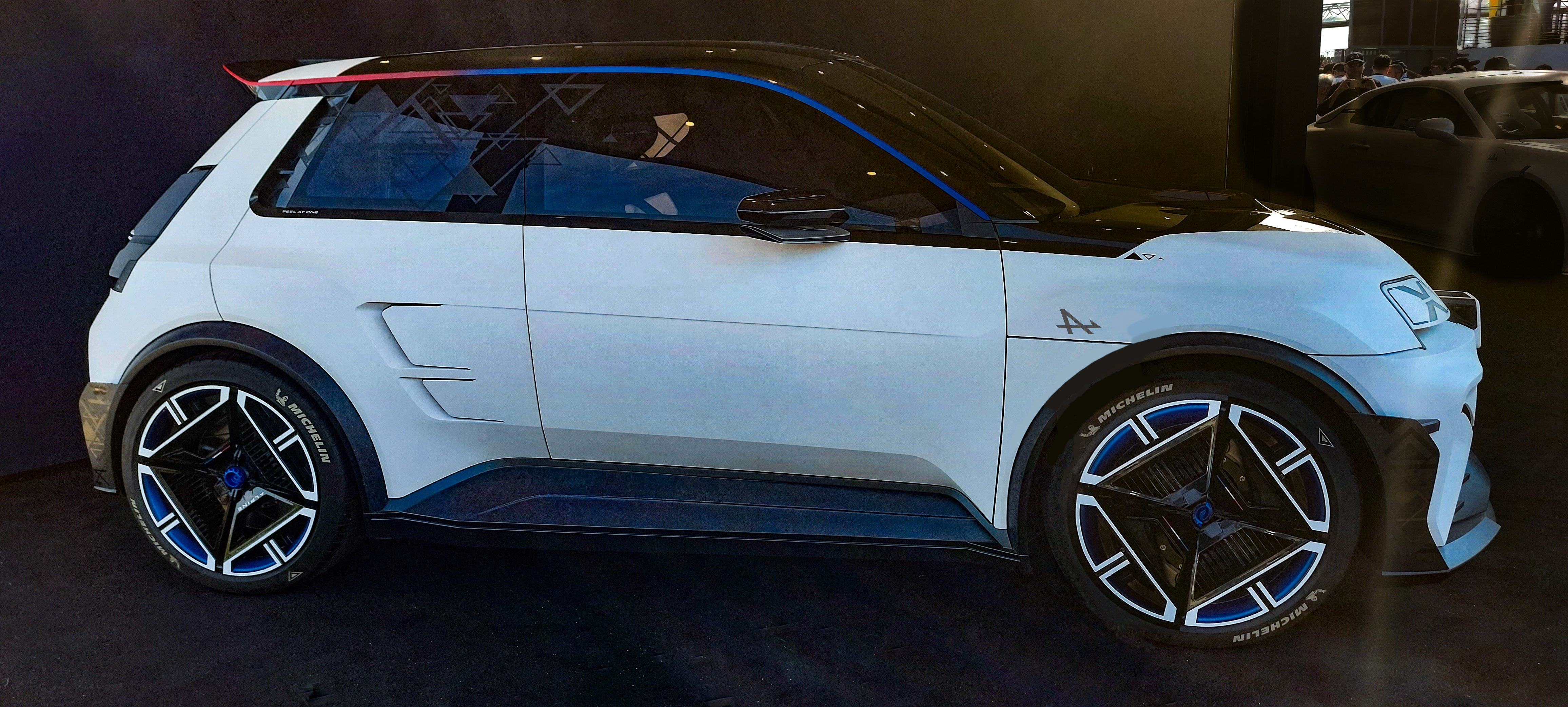
Alpine A290_β
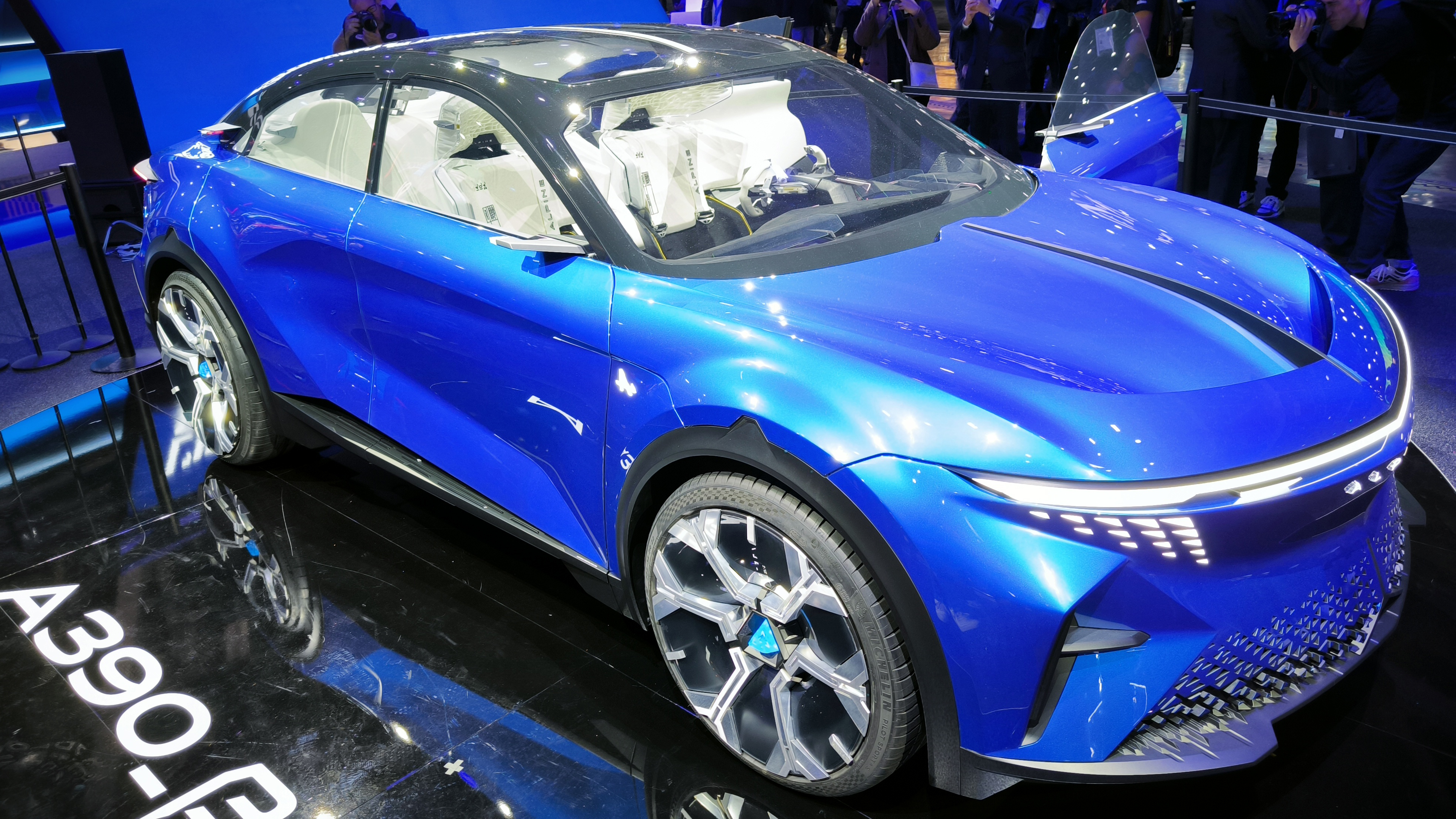
Alpine A390_β

## Nagrody

### Samochód Roku w Europie
- 2025 – Alpine A290[5]